# Olbicella (torrente)
Il Olbicella (o Orbicella) è un torrente della Liguria e del Piemonte; è tributario dell'Orba.

## Toponimo
Il toponimo Olbicella deriverebbe, secondo alcuni linguisti, dalla radice protoindoeuropea *alb- (o hal-bh, acqua).

## Geografia

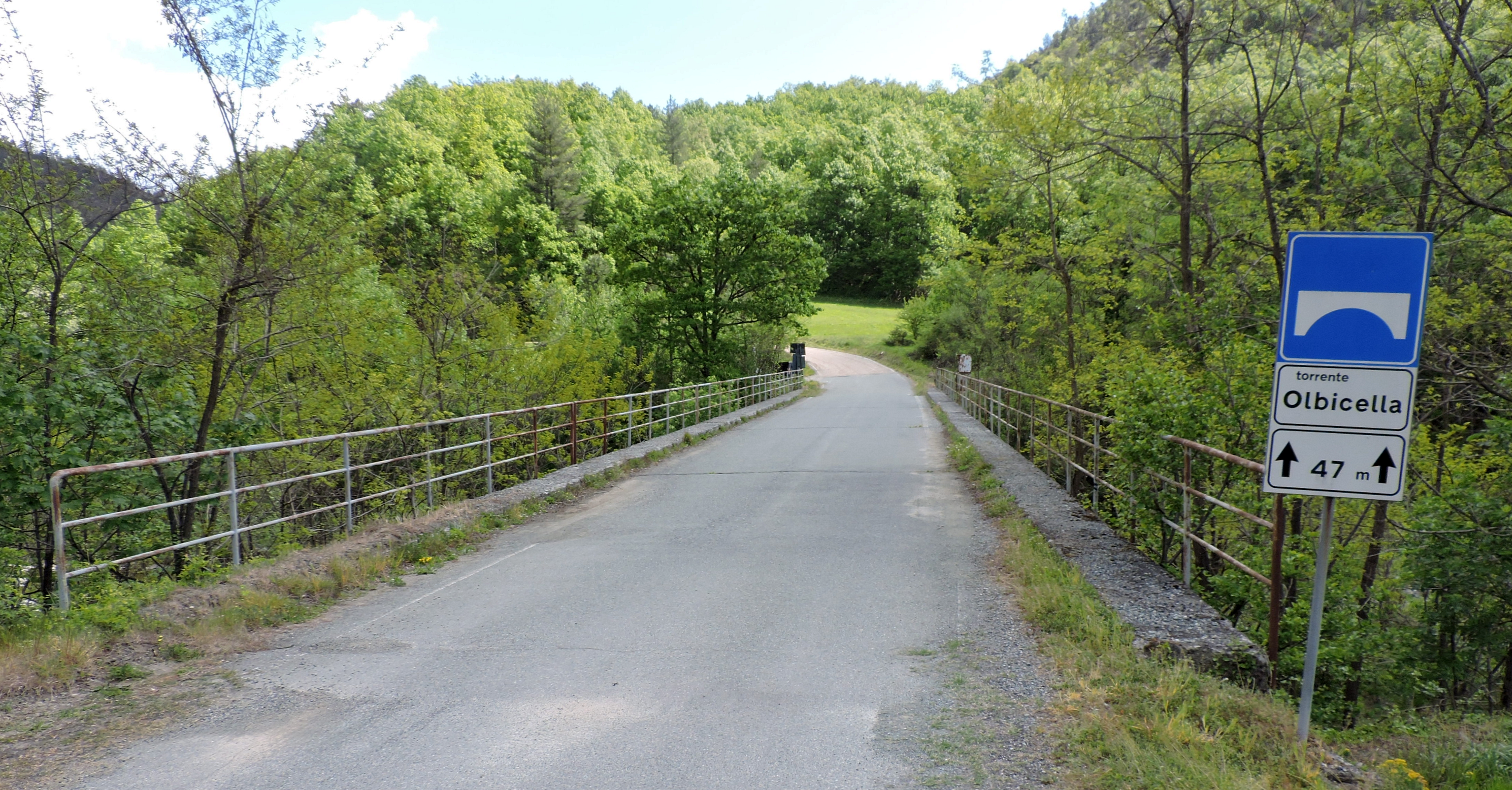
Ponte sull'Olbicella presso l'omonima frazione

Il torrente nasce a poco meno di mille metri di quota nei pressi della frazione Vereira (Sassello) e, ricevuto da sinistra il rio Ciappa, scende con percorso serpeggiante verso nord. Passato nei pressi della frazione Palo (Sassello) segna poi il confine tra il Piemonte (provincia di Alessandria) e Liguria (per un breve tratto rappresentata dalla provincia di Savona e poi dalla città metropolitana di Genova). Entrato completamente in Piemonte confluisce infine nell'Orba poco a est della frazione Olbicella.

## Principali affluenti
- Sinistra idrografica:
- rio Capraro;
  - rio Arzella.
- Destra idrografica:
  - rio la Ciappa;
  - rio Pianichetta.